# Pukul
Pukul is een bestuurslaag in het regentschap Pasuruan van de provincie Oost-Java, Indonesië. Pukul telt 3069 inwoners (volkstelling 2010).